# Вальдемар IV (герцог Шлезвига)

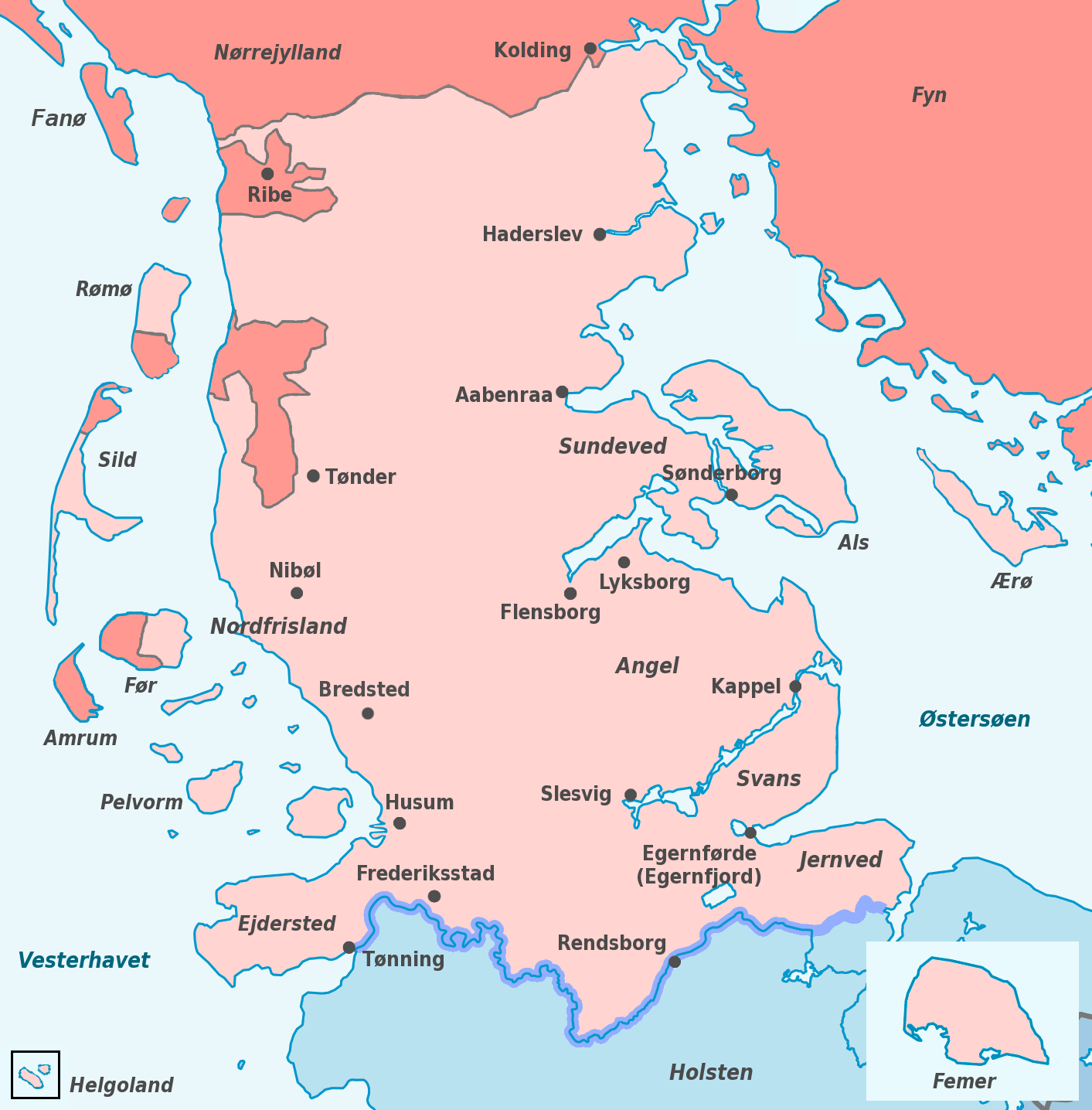
Герцогство Шлезвиг

Вальдемар IV (дат. Valdemar IV Eriksøn; ум. 1312) — герцог Шлезвига с 1283 года. Старший сын герцога Эрика I и Маргариты Рюгенской, дочери князя Яромара II.

## Жизнь
Когда умер отец (в 1272 году), Вальдемару было всего 10 лет. Датский король Эрик V, считавшийся сюзереном Шлезвига, отказался утвердить малолетнего наследника на герцогском троне. И только в 1283 году датские князья принудили короля признать Вальдемара герцогом Шлезвига.
Утвердившись на троне, Вальдемар IV потребовал отдать ему остров Алс и некоторые другие королевские земли в Шлезвиге. Когда его притязания были отвергнуты, он захватил Алс силой.
Началась война, которая была для герцога неудачной. В 1285 году он был схвачен Эриком V и помещен в Соборгский замок. В следующем году был освобожден после того, как отказался от почти всех своих требований.
Вскоре после этого, в ноябре 1286 года, король Эрик был убит, и Вальдемар попал под подозрение в причастности к убийству. Но вдовствующая королева Агнесса Бранденбургская, желая избежать конфликта и нуждаясь в поддержке герцога, назначила его регентом при своем малолетнем сыне. Он получил Алс е два других острова, и право чеканить в Шлезвиге свою монету.
Однако в 1289 году Вальдемар и Агнесса Бранденбургская поссорились. Герцог вступил в союз с Эриком II Норвежским, который в то время находился с Данией в состоянии войны, однако в 1295 году потерпел поражение в морском бою в канале Грензунд. В 1297 году было заключено соглашение, по которому Вальдемар окончательно отказывался от острова Алс.
В дальнейшем Вальдемар был в целом в хороших отношениях с датским королём и поддерживал его во время войн с Швецией и в Германии. В 1311 году участвовал в Ростокском турнире.
Вальдемар умер весной 1312 года. Ему наследовал сын Эрик II, который к тому времени уже был соправителем отца.

## Семья
В 1287 году герцог Вальдемар IV женился на Елизавете, дочери герцога Иоганна I Саксен-Лауэнбургского. У них был единственный сын Эрик (ок. 1290—1325).
Вторым браком Вальдемар был женат (1306) на Анастасии Шверинской, дочери графа Николая V.